# Juan Antonio Flores Santana
Juan Antonio Flores Santana (Bocas de Licey, Tamboril, 3 de julio de 1927 - Santiago de los Caballeros, 9 de noviembre de 2014) fue el primer arzobispo metropolitano de la Arquidiócesis de Santiago de los Caballeros.

## Biografía

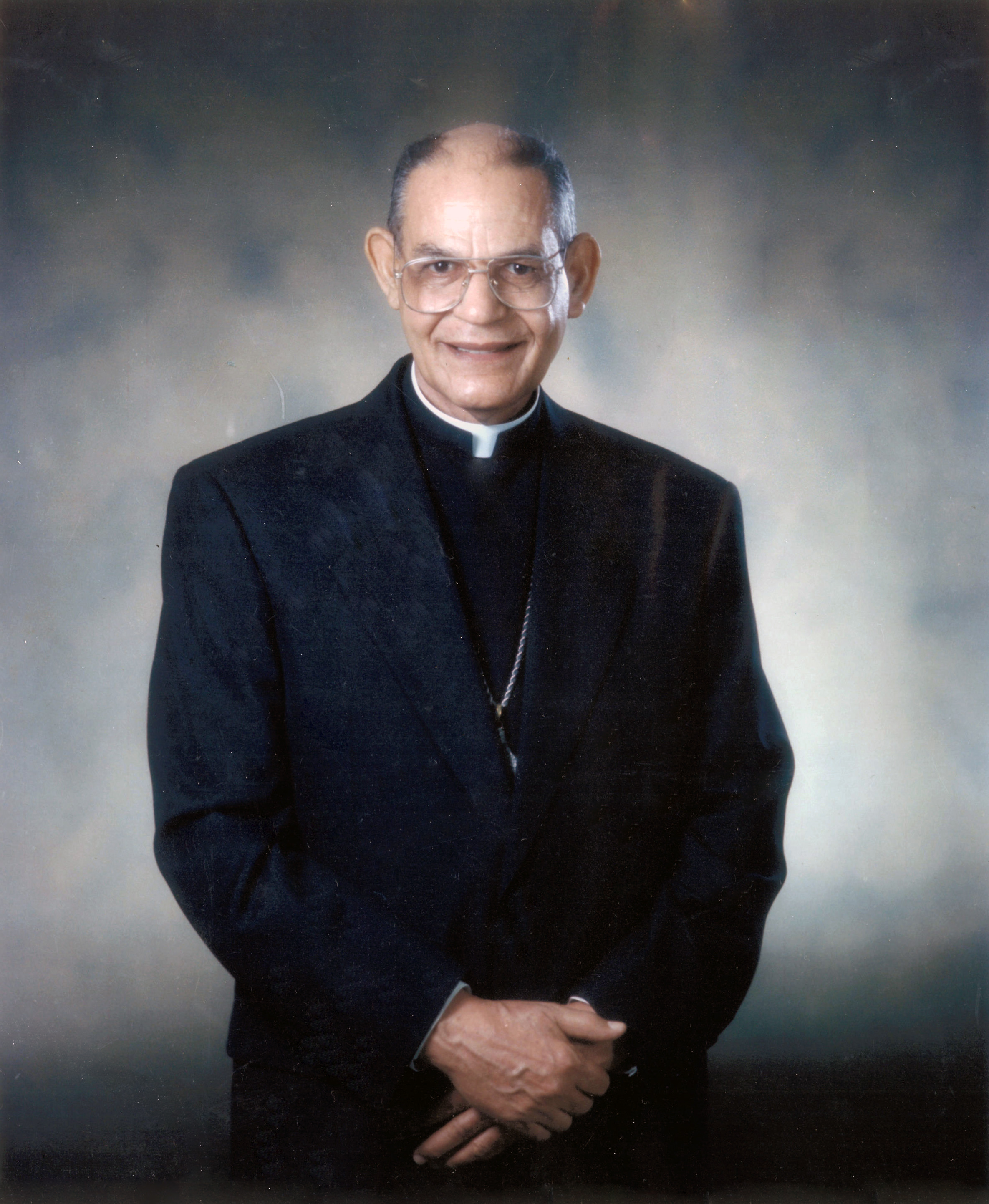

Nació en Bocas de Licey, municipio Tamboril, Santiago de los Caballeros.
Fue ordenado presbítero el 12 de julio de 1952.

### Episcopado

#### Obispo de La Vega
El papa Pablo VI lo nombró obispo de la Diócesis de La Vega, República Dominicana, el 24 de abril de 1966, y fue ordenado el 12 de junio del mismo año. 
En 1979 fue elegido presidente de la Conferencia del Episcopado Dominicano, cargo que ocupó hasta 1981.

#### Episcopado en Santiago de los Caballeros
El 13 de julio de 1992, fue designado obispo de la Diócesis de Santiago de los Caballeros y luego, el 14 de febrero de 1994, arzobispo de la misma diócesis tras ser esta elevada.

### Renuncia
El papa Juan Pablo II le aceptó su renuncia por motivos de edad y se retiró el 16 de julio de 2003.

#### Fallecimiento
Falleció el 9 de noviembre de 2014 en el Hospital Metropolitano de Santiago debido a un fallo multiorgánico.